# Wurzelkriterium
Das Wurzelkriterium ist ein mathematisches Konvergenzkriterium für unendliche Reihen. Es basiert, wie das Quotientenkriterium, auf einem Vergleich  mit einer geometrischen Reihe.
Die Grundidee ist folgende: Eine geometrische Reihe mit positiven, reellen Gliedern konvergiert genau dann, wenn der Quotient {\displaystyle q} aufeinanderfolgender Glieder kleiner als eine Konstante kleiner als 1 ist. Die {\displaystyle n}-te Wurzel des {\displaystyle n}-ten Summanden dieser geometrischen Reihe strebt gegen {\displaystyle q}. Verhält sich eine andere Reihe genauso, ist auch sie konvergent. Da es sich sogar um absolute Konvergenz handelt, kann die Regel verallgemeinert werden, indem man die Beträge betrachtet.
Das Wurzelkriterium wurde zuerst 1821 vom französischen Mathematiker Augustin Louis Cauchy in seinem Lehrbuch „Cours d'analyse“ veröffentlicht. Deswegen wird es auch „Wurzelkriterium von Cauchy“ genannt.

## Formulierungen

Entscheidungsbaum für das Wurzelkriterium

Sei eine unendliche Reihe {\displaystyle S=\sum _{n=0}^{\infty }a_{n}} mit reellen oder komplexen Summanden {\displaystyle a_{n}} gegeben. Falls man nun 
{\displaystyle \limsup _{n\to \infty }{\sqrt[{n}]{|a_{n}|}}<1} ({\displaystyle \limsup } steht hier für den Limes superior) oder äquivalent
{\displaystyle {\sqrt[{n}]{|a_{n}|}}\leq C} für ein {\displaystyle C<1} und fast alle Indizes {\displaystyle n}
nachweisen kann, so ist die Reihe {\displaystyle S} absolut konvergent. D. h. die Reihe  {\displaystyle S} selbst und auch die Reihe {\displaystyle \sum _{n=0}^{\infty }|a_{n}|} konvergiert.
Ist jedoch
{\displaystyle \limsup _{n\to \infty }{\sqrt[{n}]{|a_{n}|}}>1} oder allgemeiner
{\displaystyle {\sqrt[{n}]{|a_{n}|}}\geq 1} für unendlich viele Indizes {\displaystyle n},
so divergiert die Reihe, da die Reihenglieder keine Nullfolge bilden.
Im Fall
{\displaystyle \limsup _{n\to \infty }{\sqrt[{n}]{|a_{n}|}}=1} und
{\displaystyle {\sqrt[{n}]{|a_{n}|}}<1} für fast alle Indizes {\displaystyle n}
lässt sich nichts über die Konvergenz der Reihe aussagen. So lässt sich beispielsweise mit dem Wurzelkriterium keine Aussage über die Konvergenz der allgemeinen harmonischen Reihe {\displaystyle \sum _{n=1}^{\infty }{\frac {1}{n^{\alpha }}}} für {\displaystyle \alpha \geq 1} machen, da 
{\displaystyle \limsup _{n\to \infty }{\sqrt[{n}]{|a_{n}|}}=\lim _{n\to \infty }{\sqrt[{n}]{1/n^{\alpha }}}=\left(\lim _{n\to \infty }{\sqrt[{n}]{1/n}}\right)^{\alpha }=1}.
Für {\displaystyle \alpha =1} ist die allgemeine harmonische Reihe divergent, für {\displaystyle \alpha >1} konvergent; das Wurzelkriterium kann aber die beiden Fälle nicht unterscheiden.

## Beispiele
Beispiel 1. Wir untersuchen die Reihe 
{\displaystyle \sum _{n=1}^{\infty }\left(1-{\frac {1}{n}}\right)^{n^{2}}}
auf Konvergenz. Über das Wurzelkriterium erhalten wir:
{\displaystyle \lim _{n\to \infty }{\sqrt[{n}]{|a_{n}|}}=\lim _{n\to \infty }{\sqrt[{n}]{\left(1-{\frac {1}{n}}\right)^{n^{2}}}}=\lim _{n\to \infty }\left(1-{\frac {1}{n}}\right)^{n}={\frac {1}{e}}<1}
mit der eulerschen Zahl {\displaystyle e}. Somit ist diese Reihe konvergent. 
Beispiel 2. Wir prüfen nun die Reihe
{\displaystyle \sum _{n=1}^{\infty }{\frac {n^{n}}{2^{n}n!}}}
auf Konvergenz. Wir erhalten:
{\displaystyle \lim _{n\to \infty }{\sqrt[{n}]{|a_{n}|}}=\lim _{n\to \infty }{\sqrt[{n}]{\frac {n^{n}}{2^{n}n!}}}=\lim _{n\to \infty }{\frac {1}{2}}\cdot {\frac {n}{\sqrt[{n}]{n!}}}={\frac {e}{2}}>1.}
Somit ist diese Reihe divergent.

## Beweisskizze
Das Wurzelkriterium wurde erstmals von Augustin Louis Cauchy bewiesen. Es folgt mit dem Majorantenkriterium aus Eigenschaften der geometrischen Reihe:
- Denn gilt für alle {\displaystyle n\in \mathbb {N} :\;{\sqrt[{n}]{|a_{n}|}}\leq C<1}, so ist das Majorantenkriterium {\displaystyle \forall n\in \mathbb {N} :\;|a_{n}|\leq C^{n}} mit einer konvergenten geometrischen Reihe {\displaystyle \sum _{n=0}^{\infty }C^{n}={\frac {1}{1-C}}} als Majorante erfüllt.

- Daran ändert sich auch nichts, falls dieses Kriterium für die ersten N Glieder der Reihe nicht erfüllt ist.

- Gilt {\displaystyle \limsup _{n\to \infty }{\sqrt[{n}]{|a_{n}|}}=C<1}, so ist {\displaystyle {\sqrt[{n}]{|a_{n}|}}\leq {\frac {1+C}{2}}<1} für fast alle n erfüllt, nach Definition des größten Häufungspunktes, womit wieder eine Majorante konstruiert werden kann.

## Restgliedabschätzung
Ist die Reihe nach dem Wurzelkriterium konvergent, erhält man noch eine Fehlerabschätzung, d. h. eine Abschätzung des Restglieds der Summe nach N Summanden:
{\displaystyle S-S_{N}=\sum _{n=N+1}^{\infty }a_{n}\leq C^{N+1}{\frac {1}{1-C}}}.

## Das Wurzelkriterium ist schärfer als das Quotientenkriterium
Sei {\displaystyle (a_{n})\,} eine positive Folge und sei 
{\displaystyle \alpha =\liminf {\frac {a_{n+1}}{a_{n}}}\quad ,\quad \alpha '=\liminf {\sqrt[{n}]{a_{n}}}\quad ,\quad \beta '=\limsup {\sqrt[{n}]{a_{n}}}\quad ,\quad \beta =\limsup {\frac {a_{n+1}}{a_{n}}}}.
Liefert bei einer Reihe das Quotientenkriterium eine Entscheidung 
(das heißt {\displaystyle \beta <1} im Falle der Konvergenz bzw. {\displaystyle \alpha >1} im Falle der Divergenz),
so liefert auch das Wurzelkriterium eine Entscheidung 
(das heißt {\displaystyle \beta '<1} im Falle der Konvergenz bzw. {\displaystyle \alpha '>1} im Falle der Divergenz).
Dies wird induziert durch die Ungleichungskette 
{\displaystyle 0\leq \alpha \leq \alpha '\leq \beta '\leq \beta \leq \infty .}
Ist ohne Einschränkung {\displaystyle \alpha >0\,} und {\displaystyle \beta <\infty }, so gibt es zu jedem noch so kleinen, aber positiven {\displaystyle \varepsilon } ({\displaystyle <\alpha \,}) eine Indexschranke {\displaystyle m},
ab der gilt:
{\displaystyle \alpha -\varepsilon <{\frac {a_{k+1}}{a_{k}}}<\beta +\varepsilon \qquad \forall k\geq m.}
Multipliziert man die Ungleichung von {\displaystyle k=m} bis {\displaystyle n-1} durch, so erhält man in der Mitte ein Teleskopprodukt:
{\displaystyle (\alpha -\varepsilon )^{n-m}<{\frac {a_{n}}{a_{m}}}<(\beta +\varepsilon )^{n-m}.}
Multipliziert man anschließend mit {\displaystyle a_{m}} durch und zieht die {\displaystyle n}-te Wurzel, so ist
{\displaystyle {\sqrt[{n}]{a_{m}}}\,(\alpha -\varepsilon )^{1-{\frac {m}{n}}}<{\sqrt[{n}]{a_{n}}}<{\sqrt[{n}]{a_{m}}}\,(\beta +\varepsilon )^{1-{\frac {m}{n}}}.}
Für {\displaystyle n\to \infty } konvergiert die linke Seite gegen {\displaystyle \alpha -\varepsilon } und die 
rechte Seite gegen {\displaystyle \beta +\varepsilon }. Daher ist 
{\displaystyle \alpha -\varepsilon \leq \liminf {\sqrt[{n}]{a_{n}}}}     und     {\displaystyle \limsup {\sqrt[{n}]{a_{n}}}\leq \beta +\varepsilon .}
Da {\displaystyle \varepsilon \,} beliebig klein gewählt werden kann, folgt daher 
{\displaystyle \alpha \leq \alpha '}     und     {\displaystyle \beta '\leq \beta .}
Sind beispielsweise die Reihenglieder {\displaystyle a_{2n}={\frac {1}{2^{2n}}}} und {\displaystyle a_{2n+1}={\frac {4}{2^{2n+1}}}}, dann ist
{\displaystyle {\frac {a_{2n+1}}{a_{2n}}}=2} und {\displaystyle {\frac {a_{(2n+1)+1}}{a_{2n+1}}}={\frac {1}{8}}}.
Hier ist {\displaystyle \alpha ={\frac {1}{8}}\leq 1} und {\displaystyle \beta =2\geq 1}, wonach das Quotientenkriterium 
keine Entscheidung liefert.
Das Wurzelkriterium liefert hier aber eine Entscheidung, weil {\displaystyle \alpha '=\beta '=\lim {\sqrt[{n}]{a_{n}}}={\frac {1}{2}}} ist.
Aus {\displaystyle \beta '={\frac {1}{2}}<1} folgt die Konvergenz von {\displaystyle \sum a_{n}}. 
Das Wurzelkriterium ist also echt schärfer als das Quotientenkriterium.